# آدم‌آهنی (فیلم ۱۳۹۱)
آدم‌آهنی فیلمی به نویسندگی و کارگردانی رحیم بهبودی‌فر و تهیه‌کنندگی مقصود جباری ساختهٔ سال ۱۳۹۱ است.

## خلاصه داستان
روایت پسر بچه‌ای است که تحت تأثیر یک بازی رایانه‌ای خشن قرار می‌گیرد و رفتارهای وی بر اساس تأثیرپذیری از این بازی تغییر می‌کند و این تغییر رفتار برای این کودک و خانواده او اتفاقاتی را رقم می‌زند.

## بازیگران
- شهرام قائدی
- علی صادقی
- لادن طباطبایی
- هومن برق‌نورد
- محمدعلی کیانی
- امیر غفارمنش
- مرتضی کاظمی
- علی راسخی
- مهدی هاشمی
- یوسف طاهریان
- حامد کیازال
- علیرضا مظفری
- شهین تسلیمی
- جواد انصافی
- احمدرضا اسعدی